# Czarny Porządek
Czarny Porządek (wł. Ordine Nero) – włoska organizacja terrorystyczna.

## Historia
Czarny Porządek Powstał w marcu 1974 r. w Cattolica. 13 marca Czarny Porządek dokonał zamachu na mediolański dziennik „Corriera della Sera", a w parę dni później jego bojówki zaatakowały liceum Vittorio Veneto i urząd podatkowy. 21 kwietnia zostaje udaremniony zamach na ekspres Bolonia-Florencja. 28 kwietnia bomba eksplodująca w czasie manifestacji antyfaszystowskiej na Piazza della Loggia w Brescii zabiła 8 osób i rani 34. 4 sierpnia w wyniku wybuchu bomby w ekspresie „Italicus" ginie 12 osób, rannych zostaje 48.